# Yiwu (powiat)
Yiwu (chiń. 伊吾县; pinyin: Yīwú Xiàn; ujg. قۇمۇل ۋىلايىتى, Ara Türük Nahiyisi) – powiat w północnych Chinach, w regionie autonomicznym Sinciang, w prefekturze miejskiej Hami. W 1999 roku liczył 18 766 mieszkańców.